# Exocentrus murinus
Exocentrus murinus là một loài bọ cánh cứng trong họ Cerambycidae.